# (39799) Hadano
(39799) Hadano (1997 UO1) – planetoida z pasa głównego asteroid okrążająca Słońce w ciągu 3,23 lat w średniej odległości 2,18 j.a. Odkryta 23 października 1997 roku.